# جئونگ من
جئونگ من (زبان کره‌ای: 중문 색달해수욕장 , زبان انگلیسی: Jungmun Saekdal Beach) مجموعه تفریحی در جنوب جزیره چجو است، طول پلاژ جئونگ من ۵۶۰ متر و عرض ۵۰ متر می‌باشد. از ویژگی‌های منحصر به فرد ساحل جئونگ من شن و ماسه رنگارنگ پلاژ آن هست. ساحل جئونگ من یک ساحل پاکیزه و فارغ از آلودگی در کره‌جنوبی می‌باشد.

## جاذبه‌های توریستی
- سیرک دریایی پاسفیک لند
- پارک جئونگ من
- باغ مطالعات گیاهشناسی جئونگ من
- موزه سرزمین شکلات
- موزه عروسک خرسی
- صخره جئوسان جئولدای
- موزه آفریقا
- موزه تدی خرسه جوان
- چجو جت
- موزه باور کنید یا نه
- موزه زندگی چجو